# آلفا-فوریل
آلفا-فوریل (به انگلیسی: Alpha-Furil) با فرمول شیمیایی C۱۰H۶O۴ یک ترکیب شیمیایی است. که جرم مولی آن ۱۹۰٫۱۵ g/mol می‌باشد. شکل ظاهری این ترکیب، پودر زرد-قهوه‌ای است.